# Imogen Grant
Pour les articles homonymes, voir Grant.
Imogen Grant, née le 26 février 1996 à Cambridge, est une rameuse britannique spécialiste du poids léger.

## Carrière
Imogen Grant a fait ses études de médecine au Trinity College de l'Université de Cambridge où elle a rejoint l'équipe d'aviron contre deux verres gratuits durant la Freshers' Week en 2014. Pour fêter sa médaille d'or olympique, une médaille en bois est accrochée au buste de Henri VIII situé dans le College.
Pour les championnats du monde 2018, elle concoure en skiff où elle remporte le bronze avant de passer en deux de couple poids léger avec Emily Craig avec qui elle remporte une autre médaille de bronze aux Championnats du monde 2019. Aux Jeux olympiques d'été de 2020, Imogen Grant et Emily Craig termine au pied du podium du deux de couple poids léger pour 0,01 seconde.
En 2022, elle remporte l'or en deux de couple poids légers aux Mondiaux tout comme aux Europe. En 2023, elle conserve sa médaille d'or aux Mondiaux. Lors des Jeux olympiques d'été de 2024, les deux coéquipières remportent l'or en deux de couple poids léger en dominant la course de bout en bout. 

## Palmarès

### Jeux olympiques
- 2024 à Paris (France)
  -  Médaille d'or en deux de couple poids légers

### Championnats du monde
- 2023 à Belgrade (Serbie)
  -  Médaille d'or en deux de couple poids légers
- 2022 à Račice (Tchéquie)
  -  Médaille d'or en deux de couple poids légers
- 2019 à Ottensheim (Autriche)
  -  Médaille de bronze en deux de couple poids légers
- 2018 à Plovdiv (Bulgarie)
  -  Médaille de bronze en deux de couple poids légers

### Championnats d'Europe
- 2023 à Bled (Slovénie)
  -  Médaille d'or en deux de couple poids légers
- 2022 à Oberschleißheim (Allemagne)
  -  Médaille d'or en deux de couple poids légers
- 2021 à Varèse (Italie)
  -  Médaille d'argent en deux de couple poids légers